# Drosera menziesii

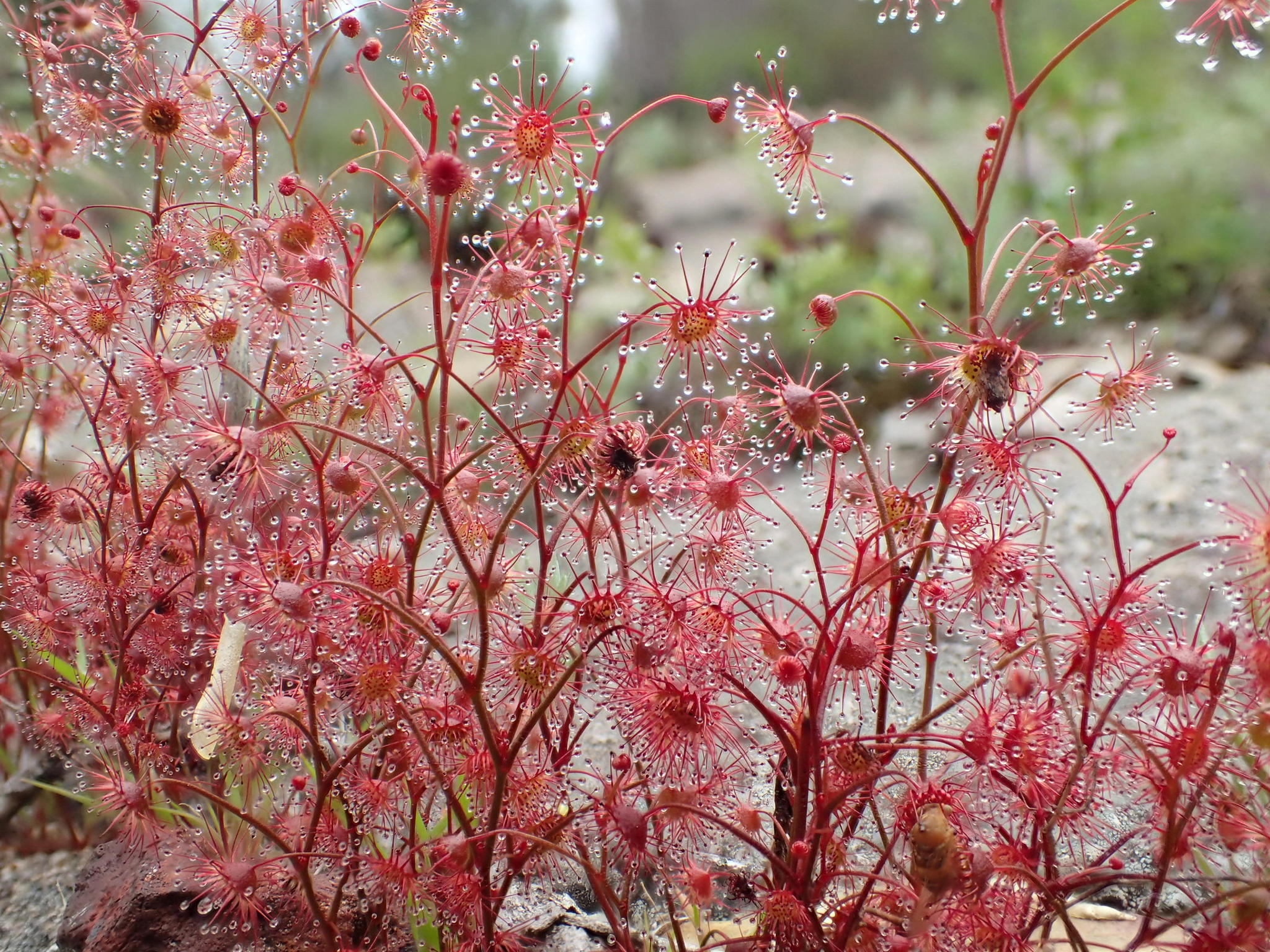
De nombreuses Drosera menziesii

Drosera menziesii est une espèce de plante carnivore appartenant à la famille des Droseraceae. C'est une plante bulbeuse, vivace, terrestre et flexuable de 25 centimètres de haut. Elle possèdes des feuilles orbiculaires de 3,5 millimètres de diamètre. Son bulbe est rouge. Elle possède des fleurs de couleurs rouge foncé.

## Milieu naturel
Son milieu naturel est l'Australie. Elle pousse près des marais, des sols glaiseux, sableux et tourbeux. Elle apprécie les climats subtropicaux ou méditerranéen.